# William Dralu
William Dralu (William Santino Dralu; * 5. Juni 1947) ist ein ehemaliger ugandischer Sprinter.
Bei den Olympischen Spielen 1968 in Mexiko-Stadt schied er über 200 Meter im Vorlauf aus.
1970 erreichte er bei den British Commonwealth Games in Edinburgh über 100 und 200 Meter das Viertelfinale. in der 4-mal-400-Meter-Staffel wurde er mit der ugandischen Mannschaft im Vorlauf disqualifiziert.
Bei den Olympischen Spielen 1972 in München schied er über 100 und 200 Meter im Vorlauf aus.
1974 gewann er bei den British Commonwealth Games in Christchurch mit der ugandischen 4-mal-400-Meter-Stafette Bronze. Über 100 und 200 Meter scheiterte er jeweils in der ersten Runde.

## Persönliche Bestzeiten
- 100 m: 10,1 s, 8. August 1969, Kampala
- 200 m: 21,1 s, 1969